# Костильова
Костильо́ва (рос. Костылёва) — присілок у складі Верхотурського міського округу Свердловської області.
Населення — 123 особи (2010, 127 у 2002).
Національний склад населення станом на 2002 рік: росіяни — 87 %.